# ポール・ハリス

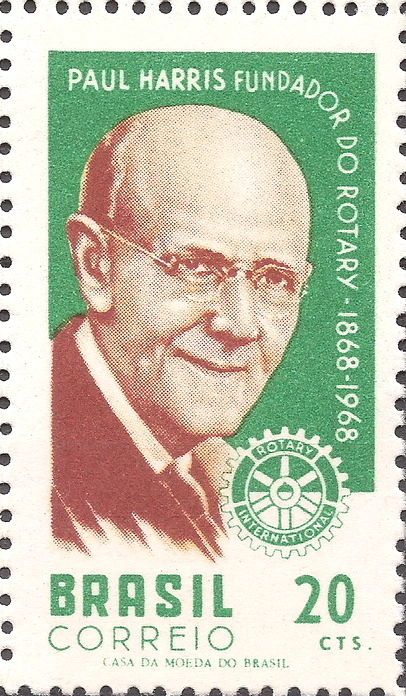
ポール・ハリスが印刷された1968年のブラジルの切手

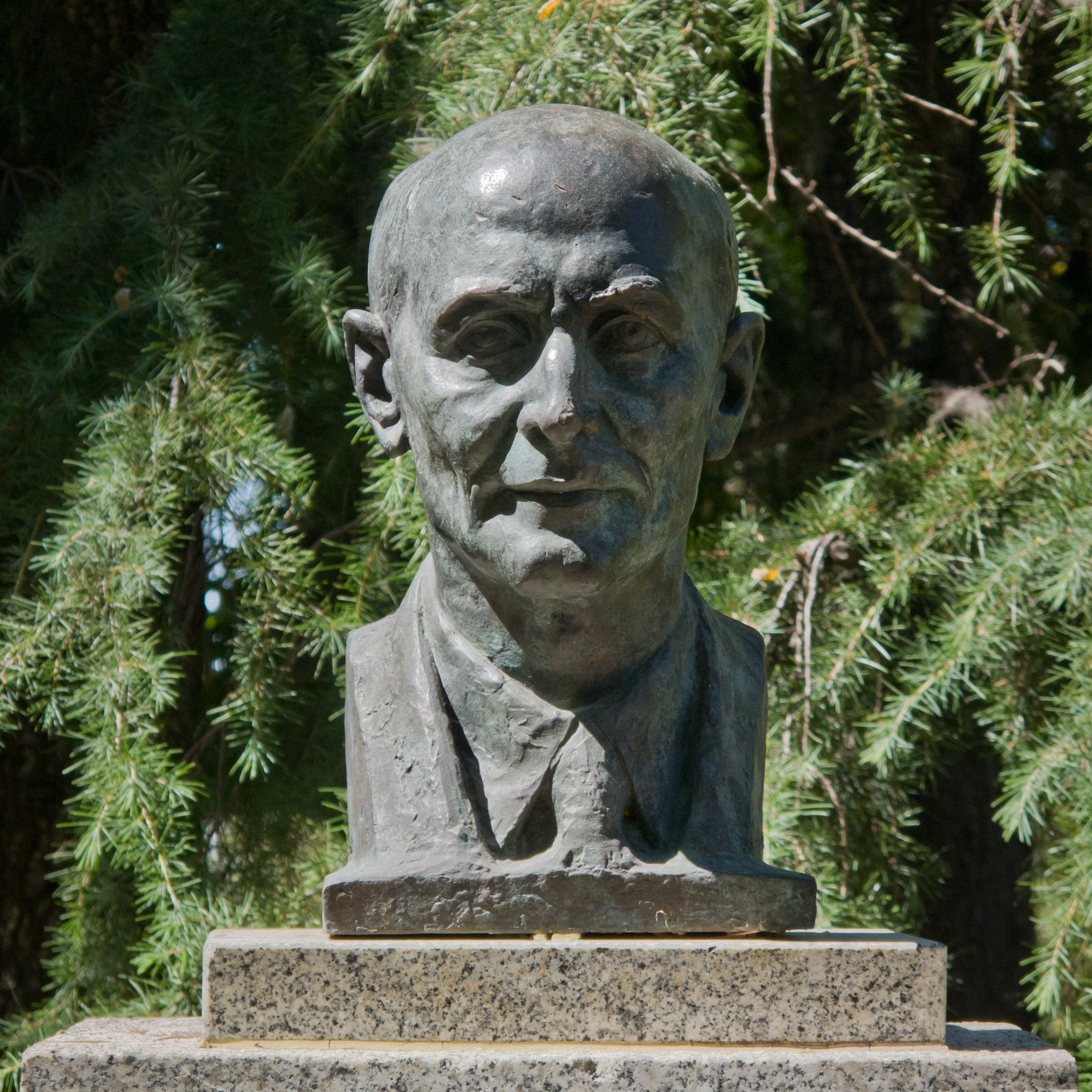
マドリードにあるポール・ハリスの彫刻

ポール・パーシー・ハリス（Paul Percy Harris、1868年4月19日 - 1947年1月27日）はイリノイ州シカゴの弁護士。1905年に国際ロータリーを設立した。

## 私生活
ウィスコンシン州で父George、母Corniliaのもと生まれる。夫婦の2番目の子供であった。3歳の時、家庭が落ちぶれ、父方の祖父母であるHowardとPamelaと一緒に住むために兄弟とともにバーモント州へ引っ越した。後に両親についてこう書いている。「GeorgeとCorneliaに対してされたかもしれない全てのことのうち、倹約はもっとも見込みの薄いものだっただろう。2人とも王族のような浪費家であった」
バーモントに住んでいる間、Ludlowのブラック・リバー・アカデミーに通ったが、すぐに追い出されている。Rutlandの中等学校では、いたずら人として知られていた。中等学校卒業後、バーモント大学に入学したが、1886年秘密結社を巻き込んだ事件により退学させられている。1887年の秋にプリンストン大学に入学した。
1888年の春に祖父が死去したために、次の秋には学校に戻らなかった。すぐにアイオワ州デモインに移り、そこで法律事務所の見習いとなった。見習いの期間終了後はアイオワ大学で法を学んだ。1891年6月に法学士を取得した。しかし、その後の5年間は変わった仕事をしていた。新聞の販売員や記者、果物畑での仕事、俳優やカウボーイ、ヨーロッパに向かう家畜を載せた船に乗ることなどである。1896年にシカゴに移り、最終的にはモーガン・パークの近くに住み、亡くなるまでそこで生活した（晩年は夏はミシガンで冬はアラバマで過ごしていたが）。
1910年7月2日に地元のネイチャークラブで出会ったスコットランド人のジーン・トムソンと結婚した。彼女はロータリーの支援のためにハリスとともに世界中を旅した。彼女は女性がロータリーの重要な部分となるよう支援し、最終的に全てのロータリークラブが女性を正式な会員として認めるのを導いた。夫婦に子供はいなかった。
専門的な業績に加え、意義のある個人的で精神的な関わりを求めた。毎週日曜日に礼拝に出席したが、1つの集会に身を委ねるのではなく、多くの異なる教会を訪れた。晩年に自身の宗教との関係は自分自身と同じようにラベル付けするのが難しいと発言している。「所属している教会はありません... 自分の分類は簡単ではありません、つまり私の信念は一般的な教会運営への心からの所属に不可欠となる定まった性質のものではありません。...もちろん最近ではラジオで説教が最もよく聞くことができるし、毎週日曜日には3,4の説教が聞こえてきます」

## 経歴
1896年にシカゴのメインビジネス地区で法律業務を開始した。その後40年間、活動的に業務を行った。自身の法律業務を確立後、地元の専門家のための社会組織を作ることの利点を検討し始めた。1905年、3人のクライアント・地元のビジネスマンSilvester Schele、Gustavus Loehr、Hiram Shoreyとともに「仲間内、友達内で」最初のロータリークラブを組織した。彼の最初の目的は専門家とビジネスマンが友情と友好を築くためのクラブを作ることだけであった。すぐに、ロータリーがより大きな目的を必要としていることを認識した。
1907年にシカゴ・ロータリークラブの第3代の長に選出されたとき、クラブは最初の公共サービスの計画である、シカゴでの公衆トイレの建設を開始した。これによりロータリーは世界で初めての奉仕クラブへ変容した。この行動は執行委員会（現在の下院歳入委員会）の設立により促進された。この委員会は全会員に対して開かれ、正午の会議によりクラブの昼食会の伝統が始まった。ハリスはロータリーの成長に対し大きな野心を持っており、早い段階で最初の新しいクラブが西海岸で始まり、次にアメリカとヨーロッパ全土で始まった。1910年までに、少なくとも15の新しいクラブが主要な都市で始まった。その8月に、存在する16のロータリークラブによりシカゴで全国大会が開催された。そこで全会一致でロータリークラブ全国協会(National Association of Rotary Clubs)として統一することを選択した。最終的にその組織は国際ロータリークラブ協会(International Association of Rotary Clubs)となり、世界規模にするというハリスの夢が実現された。ロータリークラブとの業績を通じて、ハリスは多数の国の政府から賞を受賞した。